# Henriette Marie von der Pfalz
Henriette Marie von der Pfalz (n. 17 iulie 1626, Haga, Comitatul Olanda, Provinciile Unite – d. 18 septembrie 1651, Sárospatak, Borsod-Abaúj-Zemplén, Ungaria) a fost fiica principelui elector Frederic al V-lea al Palatinatului, regele Boemiei pentru o iarnă, și a Elisabetei Stuart, sora regelui Angliei. Henriette Marie s-a căsătorit cu principele Sigismund al II-lea Rákóczi⁠(de)[traduceți], fratele principelui Gheorghe Rákóczi al II-lea al Transilvaniei.
Henriette Marie a murit subit, la vârsta de 25 de ani, la doar câteva luni de la căsătoria cu principele Sigismund, fără a lăsa urmași.
A fost înmormântată în Catedrala Sfântul Mihail din Alba Iulia.